# Бебхион (спътник)
Бебхион или Сатурн XXXVII (условно означение S/2004 S 11) е естествен спътник на Сатурн. Откритието му е обявено от Скот Шепърд, Дейвид Джуит, Ян Клайн и Брайън Марсдън на 4 май 2005 от наблюдения направени между 12 декември 2004 и 11 март 2005. Бебхион е в диаметър около 6 км и орбитира около Сатурн на средна дистанция 16,898 млн. мили за 820.130 дни, при инклинация 41° към еклиптиката в ретроградно направление с ексцентрицитет 0.333.
Наречен е на Бебин, ранна Ирландска богиня на раждането, известна със своята красота